# Sainte-Marthe, Eure

Sainte-Marthe este o comună în departamentul Eure, Franța. În 1 ianuarie 2022 avea o populație de 491 de locuitori.